# Breitenberg, Passau
Breitenberg là một đô thị ở huyện Passau bang Bayern thuộc nước Đức.